# Куккук, Баренд Корнелис
Баренд Корнелис Куккук (нидерл. Barend Cornelis Koekkoek, 11 октября 1803, Мидделбург — 5 апреля 1862, Клеве) — нидерландский живописец и рисовальщик, один из наиболее популярных пейзажистов позднего романтизма, прозванный «князем пейзажистов».

## Жизнь и творчество
Родился в семье художника-пейзажиста. Изучал живопись в Королевской академии изобразительных искусств в Амстердаме. Уже в молодости пейзажи кисти Б. К. Куккука пользовались популярностью. В 1833 художник женился на дочери своего учителя и друга Ж. О. Дайвайла, Элизе Терезе; в этом браке родились 5 дочерей. Будучи признанным живописцем, Б. Куккук заслужил в Нидерландах титул «князь художников». В 1834 году он переехал в Клеве, и в 1841 открыл в этом городе свою художественную академию и школу рисования, привлёкшую к себе внимание многих нидерландских живописцев. В 1842—1848 годах он построил в центре Клеве «Дворец художников» с мастерской (Дом Куккук). Здание, построенное в стиле нидерландского романтизма, является ныне художественным музеем и одним из красивейших архитектурных памятников середины XIX столетия в немецком Рейнланде и прилегающих к нему районах Нидерландов.
После смерти художника основанную им Академию искусств возглавил ученик Куккука и также талантливый пейзажист Иоганн Бернгард Кломбек.

## Награды
За свои заслуги в области живописи Б. К. Куккук стал кавалером:
- ордена Нидерландского льва (1839; рыцарь),
- бельгийского ордена Леопольда I (1842),
- французского ордена Почётного легиона (1843) и
- прусского ордена Красного орла (1844).

В 1829 году он получил в Амстердаме золотую медаль Felix Meritis. В 1839 — золотые медали на выставках в Брюсселе и Гааге. В 1843 году — золотую медаль Парижского салона.
В 1832 году Куккук стал членом Королевской академии художеств в Амстердаме, в 1856 — почётным членом Бельгийского общества акварелистов в Брюсселе, а в 1861 — почётным вольным общником Императорской Академии художеств в Санкт-Петербурге.

## Галерея
- Пастухи на привале
- Зимний пейзаж
- Холмистый пейзаж с крестьянами под дубом
- Лес зимой
- Развалины замка
- Старый Амстердам